# Samuel Atwell
Samuel Atwell (Nambour, 6 april 1979) is een Australisch acteur die 6 jaar, samen met zijn familie, heeft verbleven in Indonesië. Na deze 6 jaar keerde hij terug naar Queensland en groeide op in Brisbane. Samuel heeft naambekendheid verworven in de Australische soap Home and Away.